# 新庄市立新庄中学校
新庄市立新庄中学校（しんじょうしりつ しんじょうちゅうがっこう）は、山形県新庄市にある公立中学校。

## 概要
学校は、新庄駅から北西約1kmにある最上公園に隣接しており、近くには新庄市民文化会館、ふるさと歴史センター、新庄市立図書館、新庄小学校、新庄北高校、新庄南高校、雪の里情報館等新庄市内中心部に位置している。

## 学区
- 新庄小学校学区[3]

## 校訓
- 品位のある人[2]
- 積極的でねばり強い人[2]
- 働きのある人[2]

## 沿革
- 1947年（昭和22年） - 最上郡学校組合立新庄中学校として開校[2]
- 1952年（昭和27年）4月 - 新庄市立明倫中学校が新庄中学校より分離開校[4]

## 著名な出身者
- 阿部ゆたか（漫画家）